# Isola di Elisabetta
L'isola di Elisabetta (in russo Остров Елизаветы, ostrov Elizabety) è un'isola disabitata russa nell'Oceano Artico che fa parte della Terra di Zichy nell'arcipelago della Terra di Francesco Giuseppe.
Alcune fonti affermano che l'isola venne intitolata dalle spedizioni austriache a Elisabetta Maria d'Asburgo-Lorena, figlia del principe Rodolfo, ma la piccola isola venne registrata per la prima volta, con il nome "Mary Elizabeth", solo nella mappa di Jackson (della spedizione Jackson-Harmsworth, 1894—1897), e il nome della madre di Jackson era Mary Elizabeth.

## Geografia
L'isola di Elisabetta si trova nella parte centrale del gruppo delle isole di Zichy; a circa 7 km dall'estremità nord-ovest dell'isola di Salisbury.